# Метяки
Метяки (рос. Метяки) — село Верхоянського улусу, Республіки Саха Росії. Входить до складу Ариласького сільського поселення.
Населення — 32 особи (2002 рік).
Село розташоване за 212 кілометрів від адміністративного центру улусу — міста Верхоянська.